# Sprengel Calenberg
Der Sprengel Calenberg war ein Verwaltungsbezirk der Evangelisch-lutherischen Landeskirche Hannovers.

## Geschichte
Der Sprengel Calenberg mit Sitz in Hannover wurde von Landesbischof August Marahrens im Zuge der Reorganisation der kirchlichen Mittelbehörden am 15. Juni 1936 aus den Kirchenkreisen des ehemaligen Fürstentums Calenberg (Börry, Coppenbrügge, Groß Berkel-Hameln, Hannover I–III, Hannover-Linden, Hannover-Schloßkirche, Neustadt/Rbg., Pattensen, Ronnenberg, Springe und Wunstorf) gebildet. Die Schaffung der Landessuperintendenturen war eine Reaktion auf die Abschaffung der Generalsuperintendenturen und Einführung von „Landespröpsten“ durch die Deutschen Christen zwei Jahre zuvor und wurde von den Deutschen Christen als „Werk von Reaktionären, die den Geist der nationalsozialistischen Bewegung nicht verstanden“ haben, abgelehnt. Auch von strengen Vertretern der Bekenntnisgemeinschaft wurde sie als „Episkopalismus“ kritisiert. Gleichwohl setzte sich die Funktion von Regionalbischöfen in der hannoverschen Landeskirche durch und wurde in wechselnden Sprengelgrenzen bis heute beibehalten.
1937 wurde dem Sprengel Calenberg der früher hessische Kirchenkreis Grafschaft Schaumburg angegliedert. Mit dem Ausscheiden des Verden-Hoyaer Landessuperintendenten Ernst Lienhop aus dem Amt wurde der Landessuperintendent von Calenberg zusätzlich mit der Versehung der Aufsicht über die Kirchenkreise Hoya, Nienburg, Stolzenau und Syke beauftragt. 1957 wurden die vier hannoverschen Kirchenkreise herausgelöst und daraus ein eigener Sprengel Hannover gebildet. Zugleich erfolgte die Auflösung des bisherigen Sprengels Verden-Hoya, der – ohne die an Stade abgegebenen Kirchenkreise Verden und Rotenburg und den Kirchenkreis Sulingen, der an den Sprengel Osnabrück fiel – mit Calenberg zum Sprengel Calenberg-Hoya vereinigt wurde. Die bisher Calenbergischen Kirchenkreise Bodenwerder und Coppenbrügge wurden dem Sprengel Hildesheim zugeschlagen.

## Landessuperintendent
Einziger Landessuperintendent für Calenberg war Theodor Laasch.